# Fallomyrma transversa
Fallomyrma transversa (лат.) — ископаемый вид муравьёв рода Fallomyrma из подсемейства мирмицины (Myrmicinae). Европа, эоценовый янтарь (около 40 млн лет): Украина (ровенский янтарь), Германия (саксонский янтарь), Дания (скандинавский янтарь).

## Описание
Длина около 4 мм. Антенны состоят из 12 члеников, на вершине выделяется 3-члениковая булава. Глаза крупные, расположены на переднебоковой части головы. Жвалы с 7 зубчиками на жевательном крае. На проподеуме два коротких зубчика. Шпоры на средних и задних голенях простые. Вид был впервые описан по 19 рабочим муравьям из 17 кусочков янтаря в 2006 году мирмекологами Г. М. Длусским (МГУ, Москва) и А. Г. Радченко (Киев, Украина). Внешне вид Fallomyrma transversa сходен с американским родом Oxyepoecus (у которого 11-члениковые усики и мандибулы с 3 зубцами на жевательном крае), но сходство это предположительно конвергентное.